# Liste der Kulturdenkmäler in Flammersfeld
In der Liste der Kulturdenkmäler in Flammersfeld sind alle Kulturdenkmäler der rheinland-pfälzischen Gemeinde Flammersfeld einschließlich des Ortsteils Ahlbach aufgelistet. Grundlage ist die Denkmalliste des Landes Rheinland-Pfalz (Stand: 4. Mai 2023).

## Einzeldenkmäler
| Bezeichnung                          | Lage                                   | Baujahr         | Beschreibung | Bild                           |
| ------------------------------------ | -------------------------------------- | --------------- | --- | ------------------------------ |
| Evangelische Pfarrkirche St. Michael | Flammersfeld, Raiffeisenstraße Lage    | um 1200         | dreischiffige Pfeilerbasilika, um 1200, Apsis spätgotisch aufgestockt; Sanierung und Anbau 1894–96 durch Architekt Ludwig Hofmann | weitere Bilder Fotos hochladen |
| Raiffeisenmuseum                     | Flammersfeld, Raiffeisenstraße 11 Lage | um 1800         | Fachwerkhaus, teilweise verkleidet, Krüppelwalmdach, um 1800                                                                      | Fotos hochladen                |
| Quereinhaus                          | Ahlbach, Kescheider Straße 18 Lage     | 18. Jahrhundert | zweizoniger Wohnteil eines ehemaligen Fachwerk-Quereinhauses, 18. Jahrhundert                                                     | BW                             |
| Hofanlage                            | Ahlbach, Mühlenweg 1 Lage              | 19. Jahrhundert | Hofanlage; Fachwerkhaus, 19. Jahrhundert, Fachwerkscheune, teilweise massiv, spätes 19. Jahrhundert                               | BW                             |
| Quereinhaus                          | Ahlbach, Mühlenweg 2 Lage              | 18. Jahrhundert | Fachwerk-Quereinhaus, teilweise massiv,                                                                                           | BW                             |
| Quereinhaus                          | Ahlbach, Waldweg 5 Lage                | 17. Jahrhundert | Wohnteil eines Quereinhauses, teilweise Fachwerk, 17. Jahrhundert                                                                 | Fotos hochladen                |

## Ehemalige Kulturdenkmäler
| Bezeichnung | Lage                                   | Baujahr         | Beschreibung | Bild |
| ----------- | -------------------------------------- | --------------- | --- | ---- |
| Wohnhaus    | Flammersfeld, Raiffeisenstraße 37 Lage | 18. Jahrhundert | stattliches Fachwerkhaus, verputzt, Mansarddach, wohl aus dem 18. Jahrhundert; abgebrochen und aus Denkmalliste gelöscht | BW   |